# Gunelap
Gunelap is een bestuurslaag in het regentschap Bangkalan van de provincie Oost-Java, Indonesië. Gunelap telt 3378 inwoners (volkstelling 2010).